# ريجينا أولمان
ريجينا أولمان (و. 1884 – 1961 م) هي شاعرة، وكاتِبة سويسرية، ولدت في سانت غالن، توفيت في إبرسبرغ، عن عمر يناهز 77 عاماً.

## روابط خارجية
- ريجينا أولمان على موقع مونزينجر (الألمانية)